# Luca Filippi
Luca Filippi (Savigliano, 9 de agosto de 1985) é um automobilista italiano. 
Em 2003 Filippi estreou na GP2 Series pela FMS International team. Foi campeão da Fórmula 3 italiana no ano anterior, também pela equipe Fisichella Motor Sport.